# Al dente

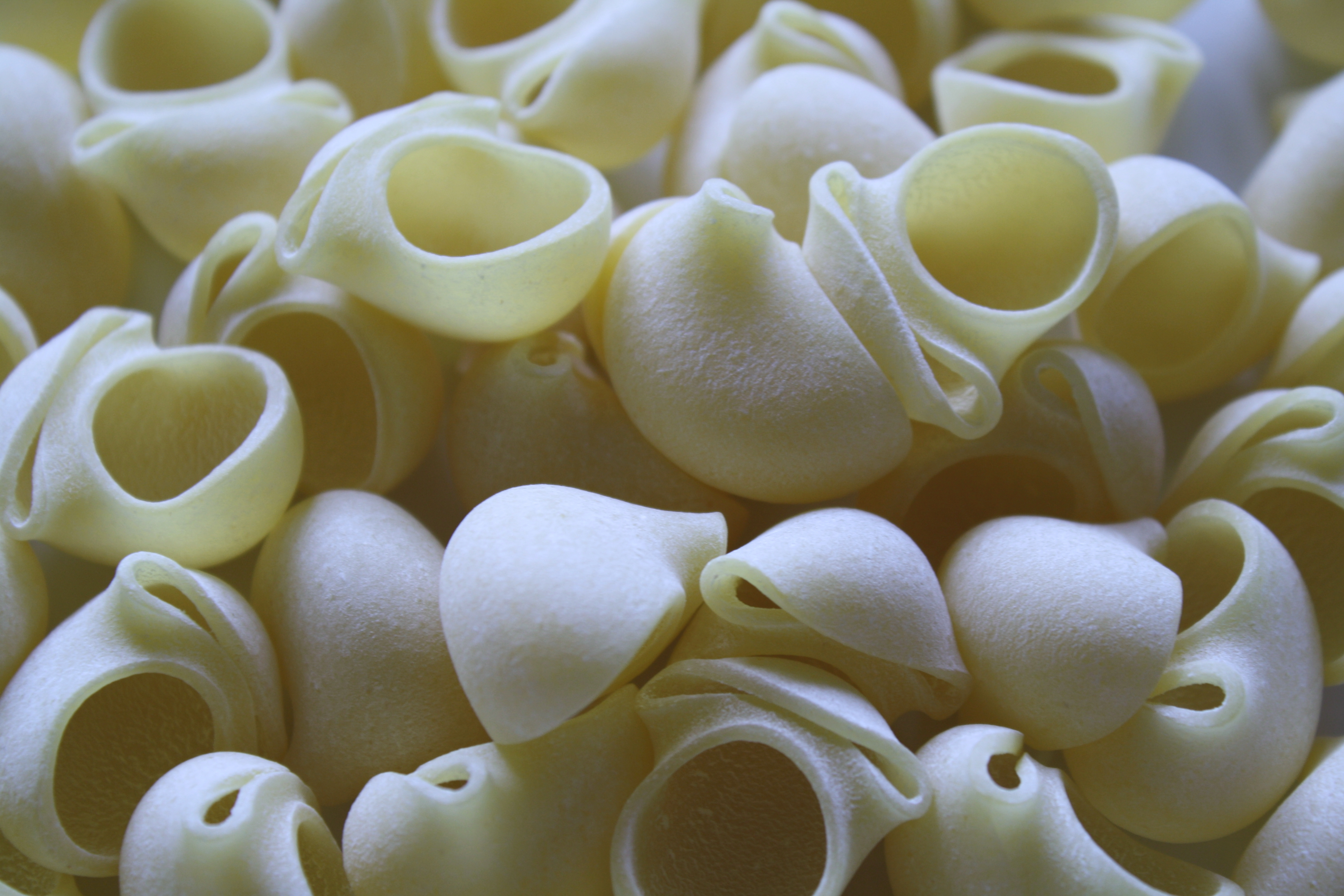
El término al dente suele referirse a la pasta.

En gastronomía se denomina al dente al estado de cocción de la pasta (y ocasionalmente del arroz) que, estando cocida, ofrece alguna resistencia (firmeza) al ser mordida; la pasta queda firme pero no dura. La denominación proviene del italiano, en el que la expresión significa, precisamente, "al diente". Puede aplicarse por extensión a las verduras cocidas, que deben quedar algo "crujientes" - o al menos ofrecer alguna resistencia cuando son mordidas. Es a menudo considerada la forma ideal de cocción de la pasta; en cualquier caso hace que la pasta se mantenga firme, siendo esto especialmente importante en los platos de pasta "al forno" (al horno).
No debe confundirse la expresión con que la pasta (o cualquier otro ingrediente) deba "pegarse en los dientes", entendiéndose de ese modo la expresión justo al contrario, dado que de esta forma resultaría que la pasta está excesivamente hervida.
Sumergir la pasta durante unos segundos en agua fría y retirar rápidamente evita que la cocción continúe una vez retirada la pasta del fuego.